# Хогг, Дуглас Макгарел, 1-й виконт Хейлшем
Дуглас Макгарел Хогг, 1-й виконт Хейлшем (англ. Douglas McGarel Hogg, 1st Viscount Hailsham; 28 февраля 1872 — 16 августа 1950) — британский юрист и консервативный политик, который дважды занимал пост лорда-канцлера.

## Ранний период жизни
Родился 28 февраля 1872 года Лондоне. Старший сын торговца и филантропа Квинтина Хогга (845—1903) и Элис Энн Хогг, урожденной Грэм (? — 1918). Оба его деда, сэр Джеймс Хогг, 1-й баронет (1790—1876), и Уильям Грэм (1817—1885), были членами парламента. Он получил образование в Итонском колледже, прежде чем восемь лет проработал в семейной фирме торговцев сахаром, проводя время в Вест-Индии и Британской Гвиане. Во время англо-бурской войны он служил в 19-м йоменском полку, был ранен в бою и награжден.

## Юридическая карьера
Вернувшись из Южной Африки, в 1902 году он был принят в коллегию адвокатов в Линкольнс-Инн. Несмотря на то, что он начал работать в адвокатуре сравнительно поздно, будучи младшим адвокатом, он создал большую практику как в области общего права, так и в области коммерческого права.
Сэр Джон Саймон позже писал о нем: «У Хогга были все качества, необходимые для того, чтобы стать лидером в адвокатуре: точное понимание сложных фактов, ясное представление о принципах права, которые должны были применяться к ним, твердое отношение к ситуации, с которой ему приходилось иметь дело, и манера поведения, которая была доброжелательной и примирительной, с убедительной силой, хорошо рассчитанной на то, чтобы добиться согласия трибунала, к которому он обращался. Он никогда не терялся, и ни один адвокат не был более искусным в подготовке пути для преодоления трудностей дела».
В 1917 году он был назначен королевским адвокатом, а в 1920 году стал судьей Линкольнс-Инна и генеральным прокурором принца Уэльского.

## Ранняя политическая карьера
Хогг начал заниматься консервативной политикой, еще работая в адвокатуре. Он участвовал в юридических атаках консерваторов на либералов во время скандала с Маркони.
Дугалса Хогга пригласили стать кандидатом от Консервативной партии в Марилебоне, но он отказался от своей кандидатуры перед выборами 1918 года, решив не бороться с действующим членом (сэром Сэмюэлем Скоттом) за место в парламенте.

## Генеральный прокурор (1922—1924)
Коалиция Ллойда Джорджа (консервативно-либеральная) распалась в результате заседания Карлтонского клуба в октябре 1922 года. Бонар Лоу сформировал консервативное правительство, но обнаружил нехватку сотрудников правоохранительных органов после того, как многие ведущие члены коалиции отказались служить. Дуглас Хогг, еще не являвшийся депутатом, был назначен генеральным прокурором (атторнеем).
Бонар Лоу организовал выбор Хогга в качестве кандидата от Консервативной партии на в Палату общин в Сент-Мэрилебоне. Он был ибран в Палату общин на парламентских выборах в ноябре 1922 года, на которых правительство Лоу получило комфортное большинство.
Поэтому Хогг начал свою карьеру в Палате общин на первой скамье и в течение нескольких дней должен был помочь провести через Палату законопроект, который установил конституцию Ирландского свободного государства . В течение четырех недель после вступления в должность он также должен был помочь лорду-канцлеру Кейву и Невиллу Чемберлену (министру здравоохранения) написать ответ Стэнли Болдуина (канцлеру казначейства) делегации безработных. Хотя он еще не был полноправным членом Кабинета министров, он был приведен к присяге Тайного совета и получил (тогда) традиционное рыцарское звание (в декабре 1922 года). Хогг продолжал занимать пост генерального прокурора, когда Стэнли Болдуин впервые стал премьер-министром в мае 1923 года.
Консерваторы потеряли большинство на выборах в декабре 1923 года. Дуглас Хогг продолжал быть генеральным прокурором до тех пор, пока первое лейбористское правительство под руководством Рамсея Макдональда не вступило в должность в январе 1924 года.
Хогг поддерживал активную роль в оппозиции в Палате общин. Невилл Чемберлен писал, что речь Хогга во время дебатов, которые привели к власти Макдональда, «произвела большое впечатление и чрезвычайно воодушевила нашу партию». То же самое было и в дебатах по делу Кэмпбелла в октябре 1924 года, которые привели к падению правительства Макдональда. На этот раз Чемберлен писал, что «подведение итогов Хоггом было настоящим tour de force. До тех пор я признаюсь, что был потрясен особыми доводами другой стороны, и только когда я услышал Хогга, я понял, насколько сильными все еще оставались доводы против правительства».

## Генеральный прокурор (вторично, 1924—1928)
В октябре 1924 года Дуглас Хогг был повторно назначен генеральным прокурором, на этот раз с местом в Кабинете, когда консерваторы вернулись к власти. Хотя Хогг играл полноценную роль в дебатах кабинета, его главной обязанностью было консультирование правительства по юридическим вопросам, и другие министры, похоже, считали его в основном юристом-политиком. Он был министром, ответственным за арест и судебное преследование Гарри Поллитта и ряда других британских коммунистов за подрывную деятельность в октябре 1925 года, хотя заслуга в этом обычно приписывалась более известному министру внутренних дел Уильяму Джойнсону-Хиксу. Дуглас Хогг также давал юридические консультации по всеобщей забастовке 1926 года.
Хогг был популярен среди своих коллег, и, несмотря на свою ярость в дебатах, он не был особенно неприятен своим оппонентам. Невилл Чемберлен писал в 1926 году, что он был «одним из лучших, прямым и преданным и обладал замечательным умом. Более того, он первоклассный боец».
В ходе правления правительства Дугласа Хогга стали прочат в будущие министры внутренних дел и, возможно, даже премьер-министры. В 1928 году Остин Чемберлен написал одной из своих сестер о запутанных юридических вопросах, с которыми он столкнулся в Министерстве иностранных дел, по которым Хейлшем «не смог помочь мне принять решение, и если бы вы его знали, одного этого было бы достаточно, чтобы показать вам, насколько трудно решить эти проблемы».

## Лорд-канцлер (1928—1929)
Виконт Кейв ушел с поста лорда-канцлера в начале 1928 года. Дугласу Хоггу предложили эту должность, но он не захотел ее принять, поскольку она «исключала любые шансы на премьерство», и обратился за помощью к Невиллу Чемберлену (26 марта 1928 года) на том основании, что он не хотел видеть «У. Черчилля» премьер-министром после Стэнли Болдуина. Чемберлен согласился и посчитал, что Черчилль и его друг лорд Биркенхед с большей вероятностью согласятся служить в будущем правительстве Хогга, чем при Чемберлене (и Хогг, и Чемберлен неубедительно возражали друг другу, что они не особенно хотят быть премьер-министрами). Однако Болдуин настоял на том, чтобы Хогг принял повышение.
29 марта 1928 года Дуглас Хогг стал лордом-канцлером, а 5 апреля ему был пожалован титул барона Хейлшема из Хейлшема в графстве Сассекс.
Когда парламент закончил свою работу в мае 1929 года, Остин Чемберлен написал, что суждение Хейлшема было «я думаю таким же хорошим, как и суждение любого члена Кабинета». Он держал Большую печать чуть больше года, до неожиданного поражения правительства на выборах 1929 года. 3 июня 1929 года для него был создан титул виконта Хейлшема из Хейлшема в графстве Сассекс.

## Оппозиция (1929—1931)
В период с 1929 по 1931 год виконт Хейлшем был лидером оппозиции в Палате лордов. Он не оказал решительной поддержки Стэнли Болдуину, когда его лидерство подверглось нападкам, и, по-видимому, не сделал ничего, чтобы развеять предположения о том, что он сам может стать лидером. Бывший партийный организатор лорд Бейфорд в марте 1931 года считал, что «единственно возможное предложение, сделанное в настоящее время, заключается в том, что Хейлшем должен возглавить партию, а Невилл [Чемберлен] стать лидером в Палате общин».
Будучи бывшим лордом-канцлером, лорд Хейлшем продолжал заседать в качестве лорда-законодателя. Сэр Джон Саймон выделил ряд значимых дел в Палате лордов, в которых его решения «продемонстрировали его силу ясного рассуждения и владение соответствующим языком»: Эдди против Дамбрека (нанесение вреда ребенку-правонарушителю, 1929 г.); Толли против Фрая (клевета, 1931 г.); Свадлинг против Купера (небрежность, содействующая совершению преступления, 1931 г.).

## Военный министр (1931—1935)
Лорду Хейлшему не было предложено место в чрезвычайном кабинете Национального правительства августа-октября 1931 года, факт, который Джон Рамсден приписывает его нелояльности Стэнли Болдуину в оппозиции. Предыдущая работа Хейлшема была недоступна, поскольку лейбористский лорд-канцлер лорд Сэнки присоединился к Национальному правительству; поэтому Хейлшему предложили, но он отказался, должность лорда-хранителя малой печати. После выборов в октябре 1931 года он присоединился ко второму Национальному правительству в качестве военного министра и лидера Палаты лордов.
Виконт Хейлшем был ярым сторонником протекционизма (тарифы на товары, импортируемые в Британскую империю, стремление многих консерваторов с тех пор, как Джозеф Чемберлен призвал к ним в 1903 году). Однако он предложил Кабинету министров «согласиться на иное» по этому вопросу, чтобы консерваторы могли продолжать свои планы по тарифам, оставаясь в коалиции с либералами и Национальным лейбористским движением; сторонники свободной торговли вышли из коалиции, как только тарифные планы были согласованы на международном уровне. Хейлшем был одним из министров, представлявших Национальное правительство на Оттавской имперской экономической конференции в 1932 году.
Виконт Хейлшем также был лидером Палаты лордов с 1931 по 1935 год; в 1934—1935 годах ему пришлось иметь дело с нападками лорда Солсбери на планы правительства по введению большего самоуправления для индийцев. В середине 1930-х годов лорд Хейлшем уже не пользовался таким уважением в Консервативной партии, как десять лет назад.
Будучи военным министром, лорд Хейлшем пользовался популярностью у старших офицеров армии. Однако, хотя он и руководил первыми серьезными планами перевооружения армии, приоритет расходов в 1934-1935 годах был отдан Королевским военно-воздушным силам и в меньшей степени Королевскому флоту.

## Лорд-канцлер (1935—1938)
7 июня 1935 года виконт Хейлшем вторично вернулся на пост лорда-канцлера при Стэнли Болдуине, который теперь был премьер-министром в третий раз. В декабре 1935 года Хейлшему пришлось председательствовать на последнем судебном процессе над пэром «его пэрами», когда он был назначен лордом-распорядителем для проведения судебного процесса над 26-м бароном де Клиффордом в Палате лордов за непредумышленное убийство. Он постановил, что нет никаких оснований для ответа лорда де Клиффорда, но также предположил, что эта средневековая привилегия устарела; процедура была отменена в Законе об уголовном правосудии 1948 года. Он был удостоен почетных докторских степеней в области литературы или гражданского права университетами Белфаста, Бирмингема, Кембриджа, Оксфорда и Рединга.
Хотя ему было всего лишь около шестидесяти, здоровье виконта Хейлшема уже начало ухудшаться к 1936 году. Первоначально он продолжал оставаться лордом-канцлером при преемнике Стэнли Болдуина Невилле Чемберлене с мая 1937 года, но в марте 1938 года он перешел на должность лорда-президента Совета. В 1938 году лорд Хейлшем перенес серьезный инсульт, который парализовал его правую сторону. Позже он научился писать левой рукой, но, хотя его разум был ясен, он больше не мог ясно говорить. Ему пришлось полностью уйти из правительства 31 октября 1938 года, через четыре дня после того, как его старший сын Квинтин был избран в Палату общин на дополнительных выборах .

## Дальнейшая жизнь
14 октября 1940 года виконт Хейлшем ужинал в клубе «Карлтон» со своим сыном Квинтином, который собирался отправиться на военную службу в качестве армейского офицера в Северную Африку. В клуб попала бомба, и наблюдатели, включая автора дневника Гарольда Николсона, сравнили зрелище Квинтина, выносящего своего отца-инвалида из здания, с тем, как Эней выносит своего отца Анхиса на спине из разграбления Трои (это событие и классическая аллюзия также упоминаются в «Истории Второй мировой войны» Черчилля).
Лорд Хейлшем скончался в своем доме в Хейлшеме, Восточный Суссекс (который он купил в 1917 году после того, как занялся шелком), 16 августа 1950 года в возрасте 78 лет. Он был похоронен на кладбище Всех Святых в Херстмонсо. Право собственности перешло к его сыну Квентину . Его имущество было оценено по завещанию в 225 032 фунта стерлингов 18 шиллингов 2 пенса (около 7 миллионов фунтов стерлингов по ценам 2018 года).

## Оценки
Джон Рамсден предполагает, что быстрый успех, пришедший к человеку, который вошел в политику в возрасте пятидесяти лет, заставил его «переоценить свои возможности» в событиях 1929—1931 годов, хотя, будучи пэром к тому времени, он не мог обоснованно надеяться стать премьер-министром. Уильям Бриджмен записал в своем дневнике, что успех Хогга не повлиял «на его большие способности в дебатах, хотя, я думаю, он повлиял на его политические суждения… Он никогда не терпел неудач до поражения партии в 1929 году, опыт, который был бы полезен, если бы он им обладал».

## Семья
14 августа 1905 года Дуглас Хогг женился первым браком на Элизабет Марджорибэнкс (? — 10 мая 1925), дочери Джеймса Тримбла Брауна, американского судьи из Теннесси. Она была вдовой его кузена, достопочтенного Арчибальда Марджорибэнкса (1861—1900), сына Дадли Марджорибэнкса, 1-го барона Твидмута).
У Хогга и его жены было двое сыновей:
- Квинтин Макгарел Хогг, 2-й виконт Хейлшем, позднее барон Хейлшем из Сент-Мэрилебон (9 октября 1907 — 12 октября 2001), адвокат и политик, который отказался от титула виконта, но позже получил пожизненное пэрство и сам стал лордом-канцлером.
- Достопочтенный Уильям Нил Макгарел Хогг (1910 — 13 февраля 1995), дипломат.

Элизабет перенесла инсульт в 1923 году и умерла в мае 1925 года, вскоре после того, как они вместе посетили выставку Британской империи в парке Уэмбли. 3 января 1929 года лорд Хейлшем женился во второй раз на Милдред Маргарет Лоуренс (? — 9 октября 1964), дочери преподобного Эдварда Паркера Дью и вдове достопочтенного Альфреда Клайва Лоуренса (1878—1926). Детей у них не было.